# Margarodes chukar
Margarodes chukar är en insektsart som beskrevs av La 1967. Margarodes chukar ingår i släktet Margarodes och familjen pärlsköldlöss. Inga underarter finns listade i Catalogue of Life.